# Attainville
Attainville is een gemeente in het Franse departement Val-d'Oise (regio Île-de-France) en telt 1732 inwoners (1999). De plaats maakt deel uit van het arrondissement Sarcelles.

## Geografie
De oppervlakte van Attainville bedraagt 7,2 km², de bevolkingsdichtheid is 240,6 inwoners per km².
De onderstaande kaart toont de ligging van Attainville met de belangrijkste infrastructuur en aangrenzende gemeenten.

## Demografie
Onderstaande figuur toont het verloop van het inwonertal (bron: INSEE-tellingen).